# Großheppach

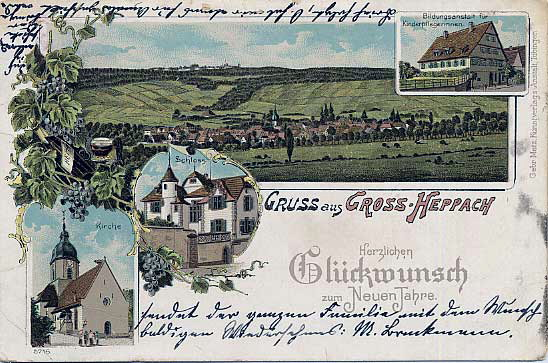
Großheppach um 1900

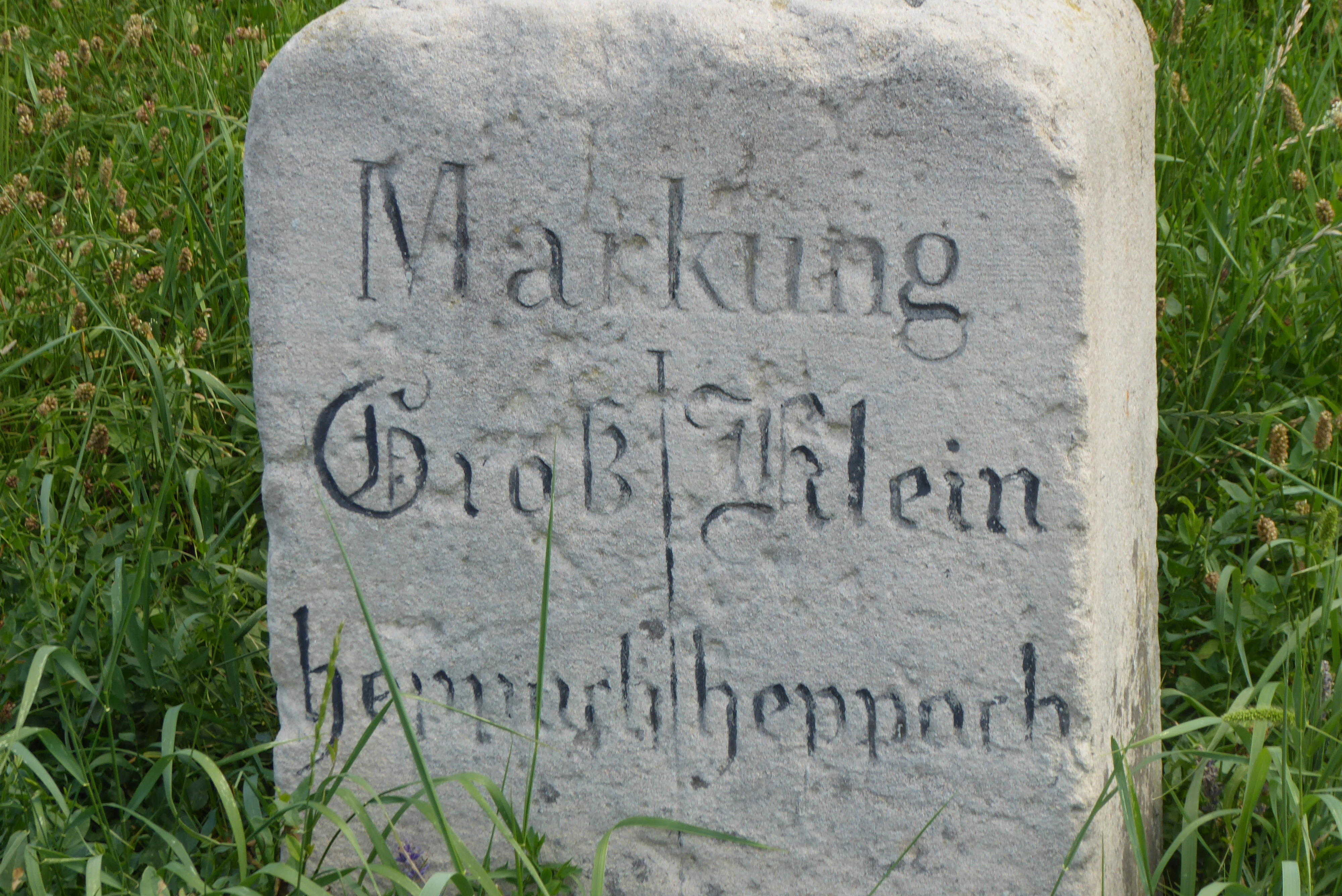
Markstein Großheppach Kleinheppach

Großheppach ist ein Stadtteil von Weinstadt in Baden-Württemberg. Im Stadtteil, gelegen im Remstal, wohnen heute 4.638 Einwohner (Stand November 2022). Groß- und Kleinheppach liegen am Heppach, einem kleinen Bach, der in die Rems mündet. Zum Stadtteil, dessen Gebiet identisch mit der ehemaligen Gemeinde Großheppach ist, gehören das Dorf Großheppach, der Wohnplatz Gundelsbach, der Wohnplatz Wolfshof und der schon lange wüst gefallene Hof Geißlingen. Kleinheppach gehört jedoch zur Gemeinde Korb.

## Geschichte
Großheppach wurde 1236 als Hegnesbach erstmals erwähnt. Um 1350 wurde die Burg und das Dorf pfälzisches Lehen unter verschiedenen Besitzern. Seit 1456 waren Teile, ab 1506 das ganze Dorf in württembergischem Besitz. Während des Dreißigjährigen Kriegs kam es im Jahr 1643 an einer heute noch stehenden Brücke im Ort zu einem Scharmützel zwischen Bayrischen und Französisch-Schwedischen Truppen. Zunächst gehörte Großheppach zum württembergischen Amt, später Oberamt Schorndorf, kam jedoch – wie Endersbach – bereits 1807 zum Oberamt Waiblingen. Großheppach war von jeher von Weinbau geprägt. Die alte Kelter wurde 1929 erbaut. Neben Württemberg hatten das Kloster Weiler bei Esslingen Zehntrechte, das Kartäuserkloster Christgarten (bei Ederheim im heutigen Landkreis Donau-Ries) war bis ins späte 18. Jahrhundert im Besitz einiger Weinberge und besaß einen eigenen Pfleghof im Ort. Am 12. und 13. Juni 1704 fand im Gasthaus „Lamm“ der Kriegsrat der drei Feldherren Prinz Eugen von Savoyen, Duke of Marlborough und Markgraf Ludwig Wilhelm von Baden statt. Dieser Kriegsrat führte zum Sieg bei der Schlacht von Höchstädt. Am 1. Januar 1975 vereinigten sich die zuvor selbstständigen Gemeinden Beutelsbach, Endersbach (mit Strümpfelbach), Großheppach und Schnait zur neuen Gemeinde Weinstadt.
Das Wappen zeigt in Gold oben einen blauen Wellenbalken, darunter einen Weinstock mit vier Trauben in natürlichen Farben.

## Wirtschaft
In Großheppach wird in den Lagen Wanne und Steingrüble Wein angebaut.

## Persönlichkeiten
- Johann Ludwig Huber (* 21. März 1723 in Großheppach; † 20. September 1800 in Stuttgart), Politiker, Jurist, Lyriker, Theologe und Philosoph
- Johann Jakob Thill (* 22. Dezember 1747 in Stuttgart; † 31. März 1772 in Großheppach), von Friedrich Hölderlin verehrter Dichter
- Johann Christoph Friedrich von Stockmayer (* 12. September 1766; † 26. September 1821 in Teinach), württembergischer Oberamtmann
- Augustus Weismann (* 6. März 1809; † 2. März 1884 in New York), Apotheker und Politiker
- Eugen Reinhard (* 18. April 1900 in Großheppach; † 9. Dezember 1991 in Kleinheppach), Heimatforscher, autodidaktischer Archäologe (siehe Steinzeitmuseum in Korb-Kleinheppach).
- Hermann-Christian Zimmerle (* 24. September 1921 in Großheppach; † 13. April 1995 in Gerlingen), Bildhauer